# Geofysik
Geofysik er den videnskab, der beskæftiger sig med jordens, havets og atmosfærens fysiske forhold. 
Geofysik anvendes til kortlægning af undergrunden her på Jorden, men også andre steder i solsystemet; f.eks. er det muligt at studere Solens indre via de rødforskydninger, som opstår i sollyset, når der er "jord"skælv på Solen – denne disciplin kaldes for helioseismik og er en sidegren af seismikken, som er en af de store geofysiske discipliner. 
Seismik er en geofysisk metode, hvor undergrunden kan kortlægges via udbredelsen af lydbølger. Seismik anvendes bl.a. til at finde olie i undergrunden og til at kortlægge jordens indre. Det er ved hjælp af seismiske målinger, at man har fundet ud af, at jordens ydre kerne er flydende.
Herudover findes en lang række af andre geofysiske metoder. Blandt andet de elektriske og elektromagnetiske metoder, hvor man enten sætter strøm direkte til jorden eller påtrykker jorden et magnetfelt. Responset fra jorden fortæller os noget om jordens fysiske egenskaber, og man kan herud fra lave en geologisk tolkning af de fysiske resultater. De elektriske og elektromagnetiske metoder anvendes i Danmark primært til råstofkortlægning samt indenfor miljøgeofysikken til kortlægning af grundvandsmagasiner og deres sårbarhed (sårbarhedskortlægning), forurenede områder m.v.